# Pistola de palma Protector
La pistola de palma Protector es un pequeño revólver de 8 mm diseñado para ocultarse en la palma de la mano. Era singular debido a que el revólver era sostenido dentro del puño, con el cañón sobresaliendo entre dos dedos y se debía presionar toda el arma para poder disparar. 

## Historia
La pistola de palma Protector fue patentada por primera vez y construida en Francia en 1882 por Jacques Turbiaux, siendo vendida con las marcas "Turbiaux Le Protector" o "Pistola Disco Turbiaux". En 1883 fue construida en Estados Unidos bajo la marca The Protector por la Minneapolis Firearms Co.. Peter H. Finnegan de Austin, Illinois, compró la patente en 1892 y fundó la Chicago Firearms Co. para fabricar y vender las pistolas. Anticipándose a la Exposición Mundial Colombina de Chicago, en 1893 contrató a la Ames Sword Company de Chicopee, Massachusetts, para fabricar 15 000 pistolas. Ames fabricó 1500 pistolas del encargo hacia el final de la exposición. Finnegan demandó a la compañía por daños e inició un proceso con la Ames. La compañía lo contrademandó y llegó a un acuerdo con Finnegan, pero, a través de los años, amasó un gran lote de 12 800 pistolas. La compañía vendió el inventario y abandonó el diseño hacia 1910.
Remington fabricó el cartucho de percusión anular para esta pistola, el .32 Extra Short y alternativamente el .32 Protector, hasta 1920.
La mayoría de pistolas Protector estaban niqueladas para prevenir la corrosión al ser llevadas en la palma del usuario. Eran suministradas con engastes de ebonita para una protección adicional. Algunas variantes venían con engastes de nácar y un pequeño porcentaje estaban pavonadas.

## Operación

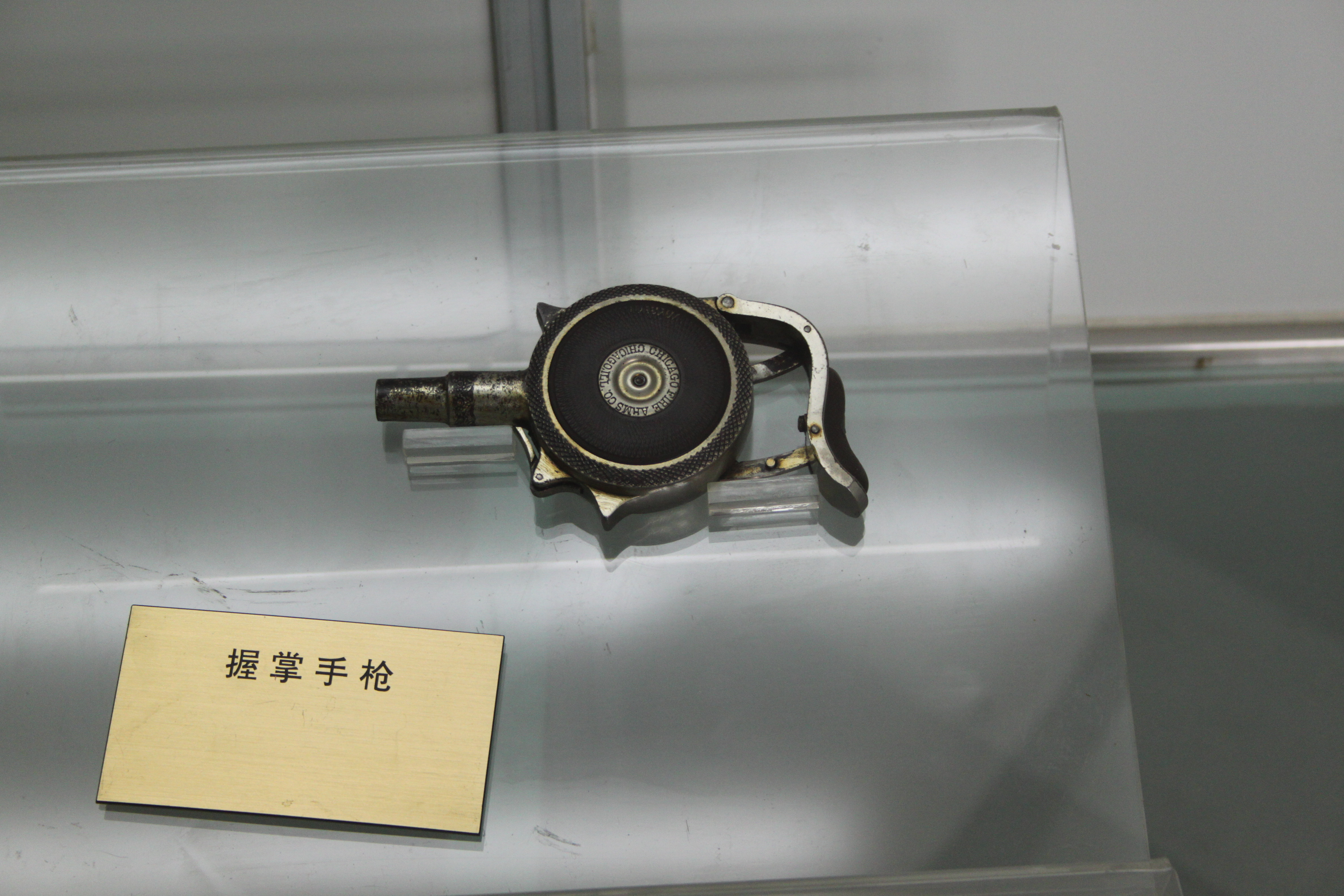
Pistola de palma

El diseño de estas pistolas estaba basado en la patente de Jacques E. Turbiaux de París, Francia. Turbiaux describía su pistola como "un revólver que puede sujetarse en la mano sin ninguna parte expuesta, excepto el cañón". La Protector fue diseñada para ser del tamaño de un reloj de bolsillo y es una pistola singular debido a que no es disparada mediante un gatillo convencional, sino que el tirador debe presionarla en su puño cuando va a disparar.